# Mwembe Makumbi
Mwembe Makumbi è una circoscrizione urbana (urban ward) della Tanzania situata nel distretto di Mjini, regione di Zanzibar Urbana-Ovest. Conta una popolazione di 8 354 abitanti (censimento 2012).